# Lime Springs
Lime Springs is een plaats (city) in de Amerikaanse staat Iowa, en valt bestuurlijk gezien onder Howard County.

## Demografie
Bij de volkstelling in 2000 werd het aantal inwoners vastgesteld op 496. In 2006 is het aantal inwoners door het United States Census Bureau geschat op 485, een daling van 11 (-2,2%).

## Geografie
Volgens het United States Census Bureau beslaat de plaats een oppervlakte van 2,6 km², geheel bestaande uit land. Lime Springs ligt op ongeveer 362 m boven zeeniveau.

## Plaatsen in de nabije omgeving
De onderstaande figuur toont nabijgelegen plaatsen in een straal van 24 km rond Lime Springs.